# Sigay
Sigay est une municipalité de 5e classe située dans la province d'Ilocos Sur aux Philippines. Selon le recensement de 2010 elle est peuplée de 2 419 habitants.

## Barangays
Sigay est divisée en 7 barangays.
- Abaccan
- Mabileg
- Matallucod
- Poblacion (Madayaw)
- San Elias
- San Ramon
- Santo Rosario